# Върв Рекърдс
„Върв Рекърдс“ (на английски: Verve Records) е американска звукозаписна компания за джаз музика, днес част от „Юнивърсъл Мюзик Груп“.
Основана е през 1956 г. от Норман Гранц, който взима каталозите от предишните си лейбъли „Клеф Рекърдс“ (основан през 1946 г.) и „Норгран Рекърдс“ (основан през 1953 г.), както и материалите, които са били лицензирани за Мъркюри преди това. Някои от най-популярните изпълнители свързани с компанията са Ела Фицджералд, Чарли Паркър и Велвет Ъндърграунд. Българската алтърнатив банда Kan Wakan също записва във Върв Рекърдс.